# New Adult

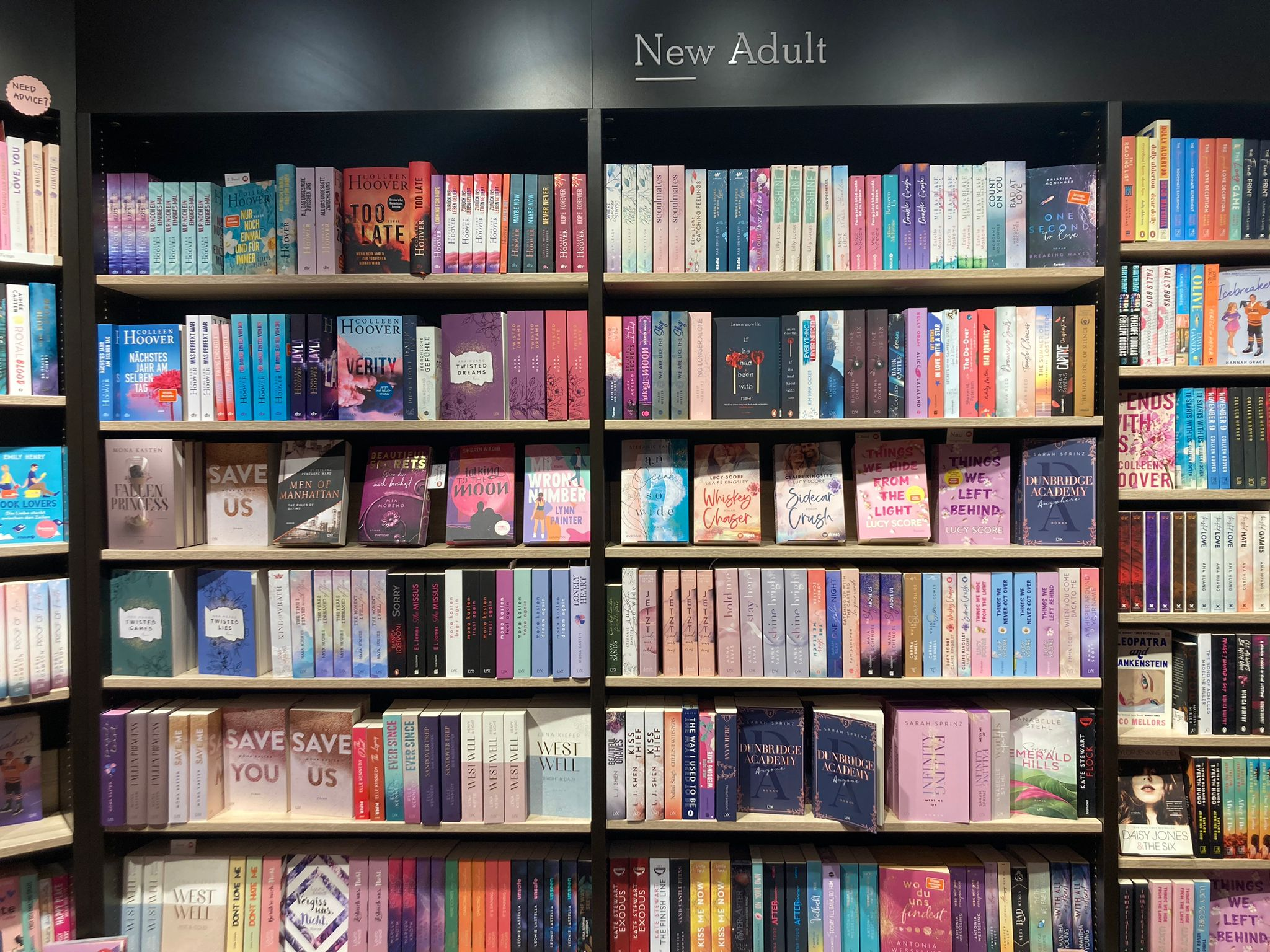
Regal mit New-Adult-Romanen in einer Buchhandlung

New Adult ist eine literarische Sub-Gattung des Liebesromans, die sich ab den späten 2000er Jahren im Buchmarkt etabliert hat und sich in Abgrenzung zum Jugendroman (engl. Young Adult, kurz: YA) definiert. Sie wird im deutschsprachigen Buchhandel als Untergruppe der Warengruppe 112 geführt.

## Entstehung
Geprägt wurde die Bezeichnung „New Adult“ (NA) 2009 vom New Yorker Verlag St. Martin’s Press, der im Rahmen eines Literaturwettbewerbs Einreichungen in der Belletristik suchte, „die ähnlich wie Jugendbücher“ sind, „aber als Erwachsenenliteratur veröffentlicht und vermarktet werden können“ – eine Art „older Young Adult“ oder „New Adult“. Dieses neue, zunächst aus Marketinggesichtspunkten entwickelte Genre sollte sich an postadoleszente und junge Erwachsene im Alter von 18 bis 29 Jahren richten und vermarktet werden. Es schließt die Lücke zwischen Jugendbuch und Erwachsenen-Literatur.

## Merkmale
Gemäß der angestrebten Zielgruppe sind auch die Protagonisten im „New Adult“ meist im postadoleszenten oder jungen Erwachsenenalter zwischen 18 und 25 Jahren. Sie sind häufig College-Studierende oder junge Berufstätige, tendenziell eher Frauen als Männer.
Themen sind typischerweise Erfahrungen, die im Übergang vom Jugendalter zum Erwachsensein angesiedelt sind und die komplexen Lebensrealitäten und Probleme der Zielgruppe widerspiegeln: Identitätssuche, berufliche Herausforderungen, familiäre Konflikte, Einsamkeit, Leben fern des Elternhauses, Social Media, (Cyber-)Mobbing, Bodyshaming, Genderfluidy und -identität, Ausgrenzung, psychische Gesundheit, finanzielle Unabhängigkeit, Selbstverwirklichung und Drogenmissbrauch.
Zentral ist besonders in Abgrenzung zum Jugendbuch bzw. Young Adult die explizite Darstellung von Sexualität. Es gibt dabei große Schnittmengen mit der Waren-Untergruppe „Dark Romance“. Teilweise können Inhaltsmerkmale gegeben sein, die den Tatbestand der Jugendgefährdung erfüllen und damit zumindest in Jugend- und Schulbüchereien eher vorsichtig bereitzustellen sind.
Auf dem deutschen Buchmarkt zeichnen sich New-Adult-Romane durch eine genrespezifische Ausstattung aus. Kennzeichnend sind die vorwiegend englischen Titel und eine Covergestaltung in Pastell-Tönen sowie eine hochwertige Ausstattung als Paperback mit Extras wie Goldprägung, Farb-Schnitt oder Lettering. Typischerweise erscheinen New-Adult-Romane in Reihen, wobei die einzelnen – oft drei – Bände zwar aufeinander aufbauen, aber auch einzeln gelesen werden können. In der Regel werden die Bände durch Untertitel spezifiziert.
New-Adult-Literatur kann mit Elementen anderer Genres kombiniert werden, wie z. B. mit Science-Fiction, Urban Fiction, Spannungsroman, Horror, Paranormal, Dystopie oder Krimi.

## Lob und Kritik
Aus Sicht der Verlage werden die hohen Verkäufe der New-Adult-Romane begrüßt sowie die Vermarktbarkeit der NA-Titel – auch über soziale Medien, insbesondere TikTok und den Hashtag #booktok. Wegen ihrer aufwändigen Ausstattung werden New-Adult-Bücher zum Sammelobjekt, das doppelt gekauft wird: eins für die Sammlung, eins zum Lesen. Auch das erklärt die hohen Verkaufszahlen.
Kritiker beanstanden die oft stereotype Charakterisierung der Protagonisten (z. B. Jungfrau, Bad Boy) und die oberflächliche, auf Romantik ausgerichtete Handlung mit Happy End. Sie gelten als Trivialliteratur.
Auf der Frankfurter Buchmesse 2024 wurde dem Genre New Adult erstmals eine eigene Messehalle mit einem umfangreichen Veranstaltungsprogramm gewidmet.

## New-Adult-Autorinnen
Kennzeichnend für das Genre ist, dass es hauptsächlich von Autorinnen bedient wird. Viele erfreuen sich einer treuen Leserschaft und sind oftmals Bestseller-Autorinnen, darunter Colleen Hoover (Layken & Will-Reihe), Kathinka Engel (Finde mich-Reihe), Mona Kasten (Save me-Reihe), Laura Kneidl (Berühre mich-Reihe), Bianca Iosivoni (Was auch immer geschieht-Reihe), Nikola Hotel (It was always you-Reihe) und Sarah Sprinz (What if-Reihe).